# RIN2-Syndrom
Das RIN2-Syndrom ist eine sehr seltene angeborene Bindegewebserkrankung mit den Merkmalen Makrozephalie, Alopezie, Cutis laxa und Skoliose, daher die veraltete Bezeichnung MACS-Syndrom als Akronym.
Synonyme sind: Hohe Stirn-Spärliches Haar-Überdehnbarkeit der Haut-Skoliose-Syndrom; Makrozephalie-Alopezie-Cutis laxa-Skoliose-Syndrom; RIN2-Mangel
Die Erstbeschreibung stammt aus dem Jahre 2009 durch die israelischen Ärzte und Wissenschaftler Lina Basel-Vanagaite, Ofer Sarig, Eli Sprecher und Mitarbeiter.

## Verbreitung
Die Häufigkeit wird mit unter 1 zu 1.000.000 angegeben, die Vererbung erfolgt autosomal-rezessiv.

## Ursache
Der Erkrankung liegen Mutationen im RIN2-Gen auf Chromosom 20 Genort p11.23 zugrunde, welches für ein Ras Interaction-interference Protein kodiert.

## Klinische Erscheinungen
Klinische Kriterien sind:
- Manifestation als Neugeborenes oder Kleinkind
- Makrozephalie
- spärliches Kopfhaar
- weiche, überzählige und elastische Haut (Cutis laxa)
- abnorm vermehrte Beweglichkeit in den Gelenken
- Skoliose
- zunehmende Gesichtsauffälligkeiten mit schräger Lidstellung, verdicktes Oberlid, Falten unter dem Auge, ausgestülptes Lippenrot, Zahnfleischhypertrophie, Zahnfehlstellungen

Hinzu können abnormal hohe Stimme, Bronchiektasen, Hypergonadotroper Hypergonadismus und Brachydaktylie kommen.

## Diagnose
Die Diagnose ergibt sich aus der Kombination klinischer Befunde und kann durch humangenetische Untersuchung gesichert werden.

## Therapie
Eine Behandlung der einzelnen Merkmale ist gegebenenfalls möglich, siehe jeweils dort.